# 松本人志
松本 人志（まつもと ひとし、1963年〈昭和38年〉9月8日 - ）は、日本のお笑いタレント、司会者、映画監督、俳優。お笑いコンビダウンタウンのボケ担当で相方は浜田雅功。愛称は、松ちゃん（まっちゃん）。
兵庫県尼崎市出身。吉本興業所属。1982年に浜田とコンビを結成し、以降テレビ・映画・出版など幅広い分野で活動してきた。2024年1月より、週刊誌報道をめぐる裁判に専念するため芸能活動を休止していたが（詳細は後述）、2024年11月に訴訟を取り下げ、2025年7月より活動再開を予定している。

## 経歴

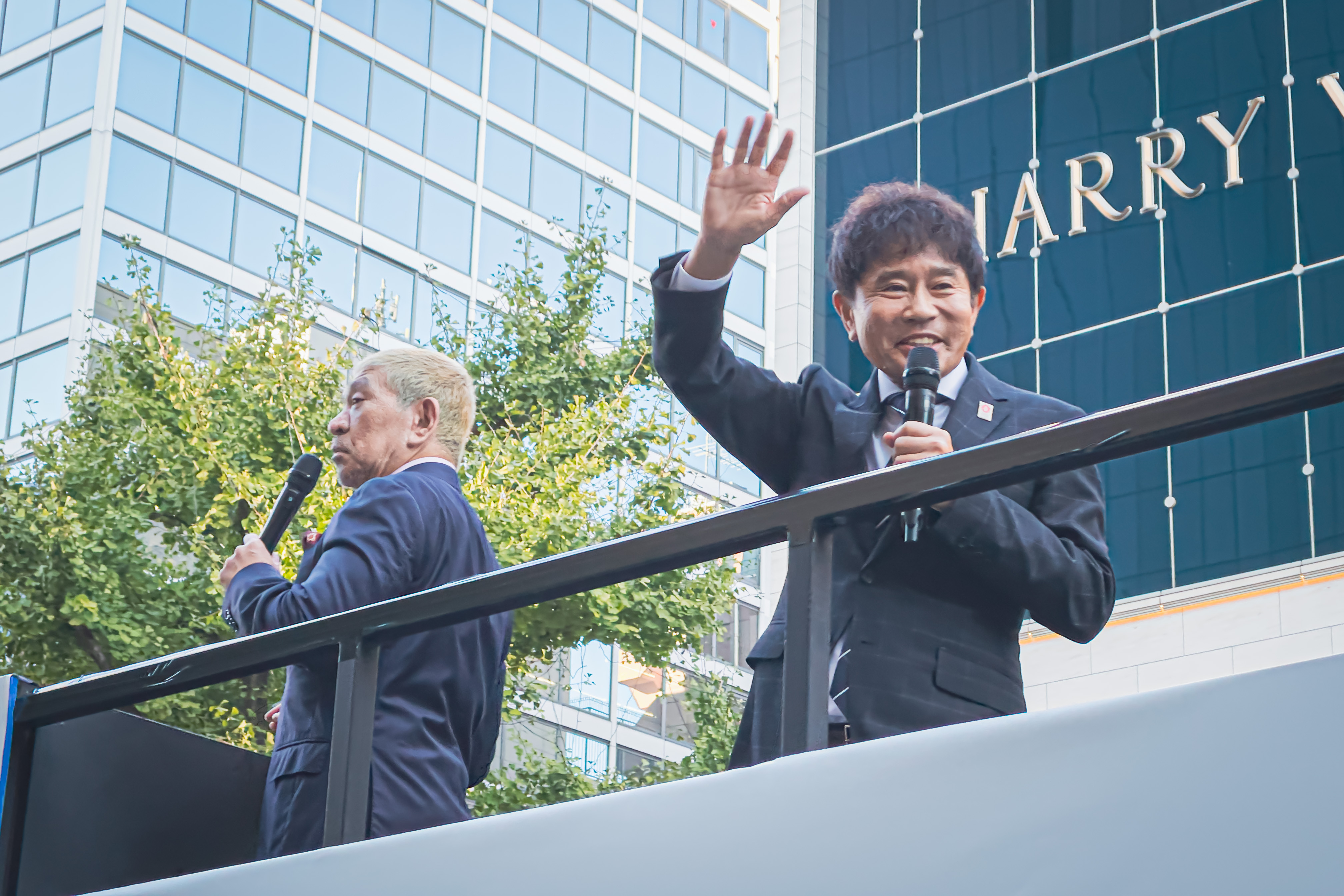
御堂筋ランウェイ2022にて、相方の浜田と。（向かって左が松本）

尼崎市立潮小学校、尼崎市立大成中学校、兵庫県立尼崎工業高等学校機械科卒業。小・中学校の同級生には後の相方となる浜田の他、放送作家の高須光聖がいた。小・中学校時代のあだ名は「まっつん」。
小学生時代、実父がうめだ花月の招待券を職場で貰ってくるようになり、家族で通い始めた。これがお笑いとの出会いであり、やがて芸人に憧れを抱くようになった。「その頃ぐらいから、だんだん性格変わってきた。ずっと暗い子供やった」と語っている。なお、浜田との初対面は小学生低学年だが、当時の浜田があまりにもおかしな風貌だったため距離が縮まることはなかった。
小学校4年頃、友人の伊東・森岡とトリオ「コマ第三支部」を結成。鉄ゴマ・木ゴマ・プラスチックゴマとそれぞれ名乗り、当時から漫才を演じていた。その後、伊東と共に漫才やコントをやっていた。初めてコントを披露した際は「びっくりするぐらい滑った」という。
中学時代は伊東・浜田と3人で遊ぶことが多かったものの、ある日に伊東と浜田が喧嘩し、終わった後で浜田が歩いてきて「まっつん、もう行こうや」と言われて浜田の方について行った。当時を振り返って松本は「あの時は伊東より浜田を選んだっていうか…（中略）まあ、伊東とね、もしずーっと一緒にいたとして、伊東ともし一緒に吉本入ってたら俺はどうなってたんやろうとか考えてみるとね──その以前に、まず伊東と2人でやってると吉本には入ってなかったと思うんですよね。浜田は行動力ありますよね。（中略）『吉本に入ろうや、行こうや』って、結局僕のケツ叩いてたのはあいつなんですよ。だから伊東とやったら、そうはなってなかったと思うんですよね…」と語っている。後にこの喧嘩の発端は2003年12月27日にて開催された『放送室 高須ちゃん生誕40周年祭り』日本武道館公開録音にて、伊東本人が「浜田が俺の弟をようおちょくって、最初は俺も笑っとったけど段々兄貴としてムカついた」ことが喧嘩に発展したと述懐している。
1982年、浜田とコンビを結成しNSCへ大阪校1期生として入学。在学当時はこれといったコンビ名を定めず活動していたが、1983年にコンビ名を「ダウンタウン」に正式に決定。しばし関西で活動後、1988年に『夢で逢えたら』で東京進出。
1993年から1995年にかけて、『週刊朝日』に自身のエッセイ（「オフオフ・ダウンタウン」）を連載し、『遺書』および『松本』として単行本化された。それぞれ250万部・200万部を売り上げ、1995年の単行本年間売上で1位・2位を独占した（トーハン調べ）。
1994年にライブ『寸止め海峡（仮題）』、1995年に『松風'95』を開催。『寸止め海峡（仮題）』は入場料1万円で行われたコントライブで、松本の他に今田耕司・東野幸治・板尾創路（130R）が出演した。『松風'95』は日本武道館にて客に値段を決めてもらう所謂料金後払い制で行われ、提示された写真にコメントしていく「写真で一言」のみのライブだった。
1996年、『一人ごっつ』が放送開始。『新・一人ごっつ』、『松ごっつ』とタイトルを変えながら約2年間放送された。1998年12月に『松本人志24時間大喜利』を放送した。
1998年夏、長らくオールバックだった髪型を坊主頭へ変えた。坊主にした理由については「浜田のツッコミによって乱れた髪型をいちいちセットし直すのがサブいから」とのこと。
1998年から1999年にかけて、VHSビデオ『HITOSI MATUMOTO VISUALBUM』を発売。2003年にはDVD化された。
2000年に、ドラマ『伝説の教師』に出演。原案は松本が手掛けており、「ドラマには（友情出演以外）出ない」という姿勢を貫いていた松本にとって初めてにして事実上最後の主演ドラマだった。
2001年10月4日より、高須と共にラジオ番組『放送室』を開始。2009年3月28日を以ての終了まで約7年半に亘り放送された。2007年、企画・脚本・監督・出演の四役を務めた映画『大日本人』を発表し、映画監督としてデビュー。日本での公開に先立ってカンヌ国際映画祭の「監督週間」へ招待された。これに伴い、2008年の東京スポーツ新聞社主催・「第8回ビートたけしのエンターテインメント賞」で話題賞を受賞。
2001年から『M-1グランプリ』決勝の審査員を務める。その後も2004年・2015年・2024年大会以外全ての回に出演し、審査員を務めた回数は最多となっている。
2002年10月、『働くおっさん人形』が放送開始。日曜日の早朝に放送され、終了後も同じ枠の後継番組として『モーニングビッグ対談』が放送された。
2004年から『人志松本のすべらない話（通称：すべらない話）』のホストおよび企画、2009年からは大喜利の祭典『IPPONグランプリ』のチェアマンとして出演。若手の才能発掘・育成にあたる役割も担っている。
2008年からダウンタウンとして『キングオブコント』のMCを担当。2015年からはMCは浜田のみが担当し、松本は審査員を務めている。2016年大会からM-1審査員に復帰したため、松本はM-1・キングオブコントの両方で審査員となっている。
2009年3月28日、『放送室』が終了。その理由として自身のプライベートを語る場面を減らしたかったという。『ガキの使いやあらへんで!』でのフリートークも2009年12月6日放送分を最後に一旦終了している。
2009年4月、『人志松本の○○な話』が放送開始。2010年4月にはゴールデンタイムに移動。松本が単独でゴールデンの冠番組を持つのは初めてだった。
2010年6月、左股関節に股関節唇損傷を患い、股関節の手術を受けるため1-2カ月程度の休養を発表。その後、8月18日収録の『ダウンタウンのガキの使いやあらへんで!!』にて復帰。同年10月15日にテレビでは9年ぶりとなるコント番組『松本人志のコントMHK』（NHK総合）が放送、翌10月16日に同局のドキュメンタリー番組『プロフェッショナル 仕事の流儀』で「松本人志スペシャル」が放送された。
2014年12月から白髪を隠すため金髪にしており、髪も伸ばしている。
2016年、Amazon Prime Videoにて『ドキュメンタル』が配信開始。
2019年11月29日放送分より『探偵!ナイトスクープ』の3代目局長へ就任。前任MC（西田敏行）がいた番組のMCを引き継ぐのは初めて。
2021年6月12日、コント番組『キングオブコントの会』（TBS）が放送。民放では2001年放送の『ダウンタウンのものごっつええ感じスペシャル』（フジテレビ）以来、20年ぶりとなる新作コントを披露した。14日、『キングオブコントの会』の世帯視聴率が6.8％（ビデオリサーチ調べ、関東地区）と報じられたことについて、Twitter（現：X）で「キングオブコントの会は内容的にも視聴率的にも大成功でした。ネットニュースっていつまで“世帯”視聴率を記事にするんやろう? その指標あんま関係ないねんけど」「コア視聴率が良かったんです。コア視聴率はスポンサー的にも局的にも世帯視聴率より今や重要な指標なんです」と言及し、ネットニュースによる世帯視聴率を取り上げた報道について疑問を呈した。
2024年の年始より、文藝春秋と週刊文春編集長を相手にした裁判に注力するため、当面の間芸能活動を休止すると公表した（詳細後述）。

## 人物

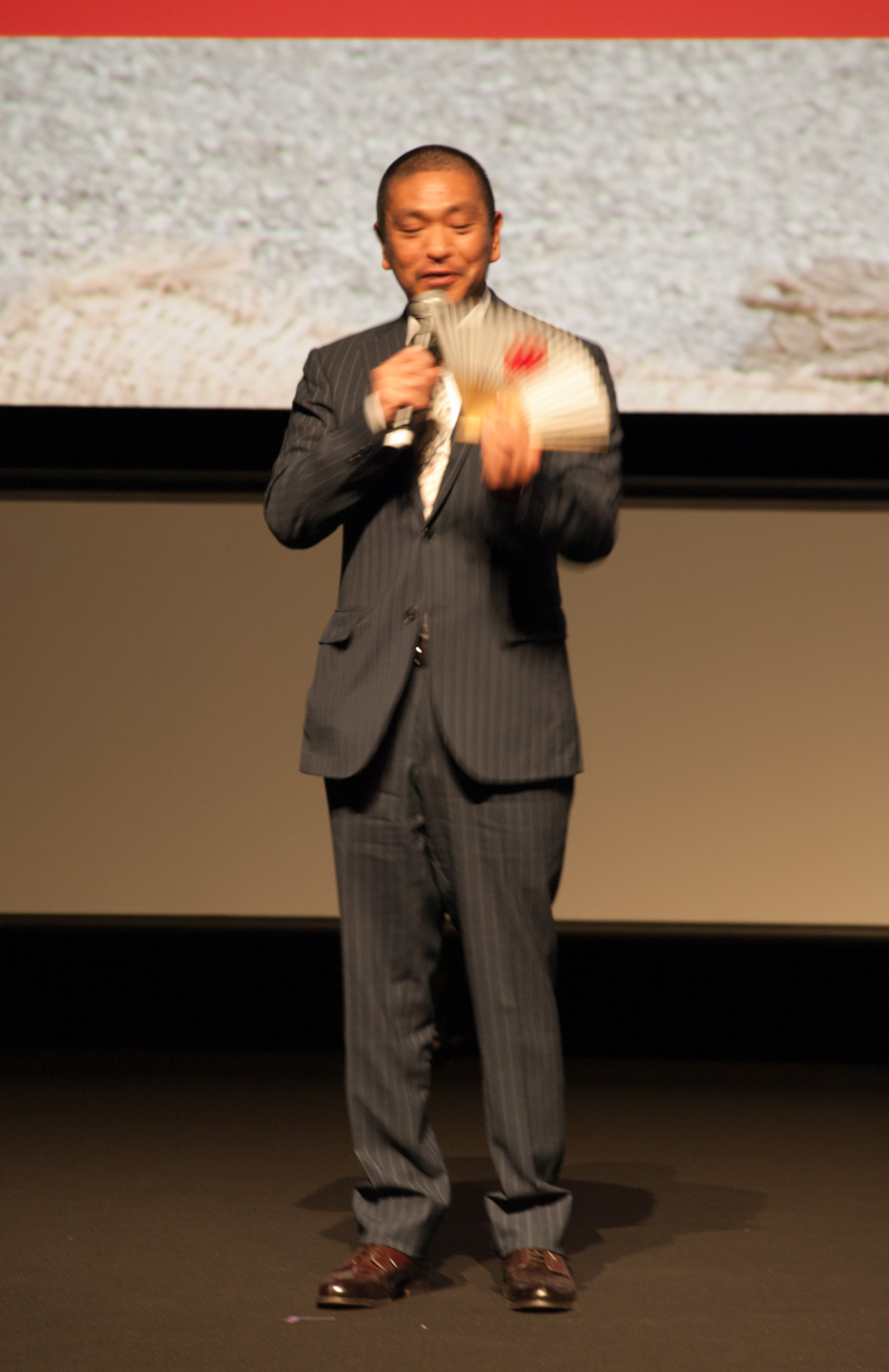
2011年

- 週刊朝日に連載していたエッセイ「オフオフ・ダウンタウン」（『遺書』・『松本』）では、「ダウンタウンは、ほんとうにすごい2人なのである。とくに松本は今世紀最大の天才で、おそらくこの男を、笑いで抜くコメディアンは出てこないであろう[27]」「センスとオツムがない奴にオレの笑いは理解できない」「バカなやつがどうあがいても、ついてこれる世界ではないのだ[28]」などと発言している。また同連載の中で「大阪の芸人は2回売れないといけない」とも綴っており[29]、これはテレビ業界や芸人の間で広く知られる言葉となった[30]。
- 「笑いは発想[31]」を持論とし、「ネタなんてウケて当たり前」「即興でアドリブでしゃべってどれだけ笑い取れるかっていうところが、笑いの醍醐味でもあるんじゃないのか」と語っている[32]。そして「笑いと悲しみは紙一重・表裏一体」という考えも抱いている[33]。例として『ごっつええ感じ』のコント「トカゲのおっさん」や、映画『大日本人』は笑いとペーソスを両立させた作品となっている。面白いやつの条件として「ネクラ・貧乏・女好き」を挙げている。ネクラについて「面白い奴というのは自分ひとりの世界を持っており、実はネクラな奴が多い。（中略）面白い奴というのはどこか冷めている奴なのだ」、「貧乏」は松本自身が貧乏な家庭で育ったため、おもちゃを買ってもらった記憶がないことを挙げつつ「遊び道具のない子供は、自分でそれを作ろうとする。結局、想像力が豊かになり、頭を使って遊ぼうとする」、「女好き」については「女好きの奴は口がうまく、しゃべりが達者。女を落とすためにかなりのユーモアとサギ的な要素が必要になってくる」とそれぞれ述べている[34]。
- 『ダウンタウンのガキの使いやあらへんで!』『ダウンタウンのごっつええ感じ』では出演の他、番組企画・構成も担当。他には『一人ごっつ』『働くおっさん人形』『モーニングビッグ対談』『人志松本のすべらない話』など多くの番組で「企画」としてクレジットされている。
- 番組でのボケやコメントに定評があり、藤井健太郎は「他の芸人さんが2、3回発言してオンエアに使える面白い発言が1個だとすると、その間に松本さんは10回発言していて、10個全部が使える発言」とコメントの打率・手数を高く評価している[35]。
- 尊敬する芸人として島田紳助を度々挙げており、「紳助さんがいなかったら僕はきっとこの世界に入っていなかった」として、漫才ブームの時の紳助・竜介に感銘を受けたと語っている[36]。
- 『人志松本の○○な話』のコーナー「好きなものの話」の中で黒田官兵衛、メトロン星人、ピクミンを好きなものとして語った[37]。
- 落語を好み、「（落語は）子供の時から聞いてる」と語っている[38]。『ダウンタウンなう』にて「枝雀さんか志の輔さんだけは毎晩必ず（聴く）。今日は枝雀さんか志の輔さんかどっちにしよかな、という気分でどっちかにしてる。とにかく1回聞かないと落ち着かない」と語り[39]、『ワイドナショー』で桂歌丸の訃報を扱った際も、「いつも寝る前に落語を聞いて寝るのが日課。枝雀さんだったり、志の輔さんだったり。この日は歌丸さんの落語を聞いて寝ました。非常にきれいな丁寧な落語をされますよね」と語った[40]。
- お題に対しての答えをフリップに書く「フリップ大喜利」や「写真で一言」を普及させた第一人者とされている。松本以前の古典大喜利はあいうえお作文やなぞかけが主流であった。「フリップ大喜利」の発端は1993年に放送開始した『ダウンタウン汁』のコーナー「お笑い頭脳バトル」である。フリップで回答するため、絵を描いてその説明によって笑わせる場合もある。2009年に芸人がフリップ大喜利で競う『IPPONグランプリ』を放送開始、前述のように松本は同番組でチェアマンを務めている。「写真で一言」は1996年から放送開始された『一人ごっつ』が原点とされている。松本は団体芸の『笑点』に対し「発想力のスポーツ」としての新たな大喜利スタイルを開拓し[41]、大喜利の競技化が進んだとされる。
- 数々の言い回しを世に広めた人物であり、よく使われる「サムい」や「スベる」などはダウンタウンによってポピュラーな言葉となったとされる[42]。
- かつては「この禁煙ブームはなんとか阻止しなければならない。ヘビースモーカーのオレにとって、タバコを吸えないのは、百害あって一利なしなのだ」と綴るほどの愛煙家だったが[43]、世間の嫌煙・禁煙の煽りを受けて2004年4月頃[44]からタバコをきっぱり辞め、禁煙に成功している[45][46]。
- 趣味はテレビゲームで、筋トレを始めたのも『バイオハザードシリーズ』の登場人物がムキムキだったのを見て「信じてもらえないかもしれないですけど、『バイオハザード』とかやってた時に、登場人物とかムキムキじゃないですか。あれに僕はいやになってきたんです。こんなガリガリの華奢な俺がね、米兵みたいなやつに助けてもらっているというかね。（プレーヤーとして）憑依してやってる場合やないなと思って。で、俺は本当、筋トレしようと思って。これマジなの」と述べている[47]。
- 50代半ば以降、自身の引退時期について度々言及している。2019年には、上岡龍太郎や島田紳助が60歳手前で引退したことに触れ、「自分もそこまで長くないのでは」と発言した。2021年には「65歳でやめようと思っている」と語り、2023年の59歳の時には、「早ければ2年、遅くとも5年後」と具体的な時期を示し、娘が18歳になる65歳には絶対に辞めると明言した[48][49]。

## 交友関係
同年代で仲の良い芸人は内村光良（ウッチャンナンチャン）、ヒロミなど。プライベートで食事や旅行に行くエピソードで名の挙がる芸人は今田耕司、板尾創路（130R）、木村祐一、東野幸治、三又又三、月亭方正、千原ジュニア（千原兄弟）、宮川大輔、星田英利、アキ（水玉れっぷう隊）、陣内智則、有田哲平（くりぃむしちゅー）、後藤輝基（フットボールアワー）、河本準一（次長課長）など。芸人以外で交友があるのは中居正広、古舘伊知郎、甲本ヒロト、辰吉丈一郎、東国原英夫、高橋ジョージ、さだまさし、インタビューマン山下、おにぎり、秋野暢子など。

## 騒動

### 女性に対する性的行為強要疑惑
2023年12月、『週刊文春』が松本による複数女性への性的行為強要疑惑を報じた。この報道を受けて、吉本興業は「当該事実は一切ない」と全面否定し、松本は発行元の文藝春秋などを名誉毀損で提訴した。松本は裁判に専念するため芸能活動を休止したが、2024年11月に訴訟を取り下げ、裁判は終結した。しかし、疑惑の真相は明らかにならないままとなっている。この一連の騒動は大きな社会的反響を呼び、松本の活動休止だけでなく、関係が疑われる他の芸人にも影響が及んだ。
- 2023年12月27日、『週刊文春』が、2015年に都内の高級ホテルで松本が後輩芸人に女性を集めさせ、複数の女性に対して性的行為を強要したとする疑惑を報道した[59][57]。記事では、参加した女性たちが後輩芸人の仲介で飲み会に参加し、松本と2人きりにされ同意なしに性的行為をされたと証言している[60][61][62]。同日、吉本興業は「当該事実は一切ない」と否定し、松本の名誉を毀損するものとして「社として法的措置を検討する」と発表した[59][63][64]。翌28日、松本は自身のXに「いつ辞めても良いと思ってたんやけど…やる気が出てきたなぁ～」と投稿し[65][66]、2024年1月5日には、女性からの「お礼LINE」の画像を引用して「とうとう出たね」とコメントした[67][68][69]。報道後、松本が出演する番組の複数のスポンサー企業が社名表示（提供クレジット）を取りやめた[70][71][72]。
- 2024年1月8日、松本は性加害疑惑に関する報道を事実無根とし、裁判に注力するために芸能活動を当面休止すると発表した[3][73]。活動休止を受け、コンビで務める大阪・関西万博のアンバサダーの活動も休止となった[74][75]。レギュラー番組7本は、各局とも松本不在のまま番組を継続した[72][注 1]。同日、松本は自身のXアカウントで「事実無根なので闘いまーす。それも含めワイドナショー出まーす。」とコメントし、翌1月9日には「ワイドナショー出演は休業前のファンの皆さん（いないかもしれんが）へのご挨拶のため。顔見せ程度ですよ。」とコメントした[78][79][80]。この投稿を受けて、急遽フジテレビ側は出演を検討したが、1月10日にフジテレビは「総合的に判断」して出演しないことを決めた[81][注 2]。
- 同月22日、松本は発行元の文藝春秋および週刊文春の編集長に対し、名誉毀損による5億5千万円の損害賠償と訂正記事の掲載を求める訴訟を提起した[84][85][86]。松本側は「記事に記載されているような性的行為や強要はなかった」と主張し[85][87][88]、代理人弁護士は田代政弘が務めた[89][90][91]。裁判について、2023年12月時点では吉本興業は「社として法的措置を検討する」と発表していたが、松本個人での裁判となった[81][92][93]。
- 同月24日、吉本興業は公式サイトで声明を発表し、「当社所属タレントらがかかわったとされる会合に参加された複数の女性が精神的苦痛を被っていたとされる旨の記事に接し、当社としては、真摯に対応すべき問題であると認識しております」と表明した[94][95][96]。2023年12月27日に「当該事実は一切ない[97][98]」とコメントを出したことについては、外部の有識者によるガバナンス委員会から「『当該事実』が何を指しているのか不明確で世間の誤解を招いた」と指摘されたことを明らかにし、「外部弁護士を交えて当事者（松本）を含む関係者に聞き取り調査を行い、事実確認を進めている」と報告した[99][100]。
- 裁判の過程では、松本側が告発女性の氏名や生年月日、携帯電話番号、LINEアカウント、容姿の分かる写真などの個人情報の開示を文春側に求めたが、文春側は拒否した[101][102][103]。また、松本側が探偵業者に依頼して被害女性の身辺調査を行い、被害女性の知人に対し出廷を辞退するよう働きかけていたことも報じられている[104][105][106]。
- 2024年11月8日、松本は訴訟を取り下げ、「強制性の有無を直接に示す物的証拠はないこと等を確認した」と発表した[107][108][109]。また、「参加された女性の中で不快な思いをされた方々がいらっしゃったのであれば率直にお詫び申し上げます」と仮定的な表現でコメントした[110][111]。これに対し、告発女性は「私は仮定ではなく実在するので深く傷ついた」と述べ、記事内容の正当性を改めて主張した[52][112]。なお、松本による訴訟取り下げについては、「無実が証明された」「女性側と和解が成立した」といった誤解や憶測も一部で広まったが、実際には松本側が名誉毀損訴訟を中止しただけであり、週刊文春の記事内容は訂正や削除などの変更を受けていない。和解や判決による解決もなく、法的には訴訟前の状態に戻っただけである[113][114][54]。これを受け吉本興業の元常務であった木村政雄は、テレビ番組からの撤退を勧めた[115]。
- 2024年12月25日、松本はYahoo!ニュースのインタビューで、飲み会について「みんなで楽しんでくれればという思いしかなかった」と述べ、本件で多くの人にストレスを与えたことを反省したと語った。また、活動休止中は収入が途絶えたことや、裁判を起こした理由として報道への憤りがあったことを明かした。今後の活動については、独自の配信サービス「ダウンタウンチャンネル（仮）」での復帰を構想しており、最初は浜田と2人でやりたいと語った[116]。このインタビューには賛否両論の反応が寄せられた[117][118]。
- 2025年1月23日、『ダウンタウンDX』は放送予定の約3時間前に急遽内容が差し替えられ、過去の総集編が放送された。当日の番組表には松本の名前が記載されていたが、同日、松本の友人である中居正広がフジテレビ元社員の女性とのトラブルによる芸能界引退を発表したこともあり、番組内容変更の背景に中居の引退発表との関連を指摘する声が上がった。松本と中居が過去にスイートルームで飲み会を行っていたことも報じられているが、読売テレビは内容変更の理由を公表していない[119][120][121]。松本と中居が共同司会を務めていた番組『まつもtoなかい』は、松本の活動休止後『だれかtoなかい』へとリニューアルされたが、中居の女性トラブルが発覚したことを受けて2025年1月に打ち切りとなった[122]。

### その他の発言・言動
松本の歯に衣着せぬスタイルの発言は物議を醸すことがあり、ネット上でもしばしば炎上している。
- 福島原発問題で、現地を訪れた人々が鼻血を流すという描写をした漫画への批判を「著者への冒涜」であると述べたり[123][125]、川崎中1殺害事件について「（被害者は）『探偵!ナイトスクープ』に相談したら良い」と述べたり[123][126]、ネットカフェ難民に対して「僕はみんなにちゃんと働いてほしい」と発言したり[127][128]、他にも「（パワハラ告発は）強いものいじめ[129][130]」「水商売の女には税金使って現金給付すべきじゃない[131][132]」「15歳ぐらいがストライクゾーン[133][134]」などの発言をしている。
- 2016年5月1日、自身がコメンテーターを務めていた番組『ワイドナショー』に安倍晋三首相が出演し[123][135]、2017年12月15日には一緒に食事をしたことが報じられて賛否両論を呼んだ[136][137][138]。別の日の放送で、松本は安倍政権が採決した「共謀罪」を擁護したり、安保法制に反対するデモの様子に「（反対している人は）単純に人の言ったことに反対しているだけであって、対案が全然見えてこない」などと発言している[139][140]。『週刊金曜日』は、2021年7月21日号で「松本人志と共謀罪」という特集を組み、松本を頂点とする日本の笑いと、メディア側の課題を指摘した[140][141][142]。
- 2017年6月11日、『ワイドナショー』で、俳優の小出恵介が未成年の女性と飲酒や不適切な関係を持った問題を巡り「もうそろそろ、未成年の女性の方も取り締まれるような罰則をつくるべきだ[143][144]」と発言し、ネット上で物議を醸した[145][146]。
- 2018年10月14日、『ワイドナショー』でアイドルが自殺した問題について、「死んだら負け」「死んだらみんながかばってくれるっていう風潮がすごく嫌なんです」などと発言し、賛否両論が起きた[147][148][149]。松本は、ラジオ『放送室』などでも、たびたび「死んだら負け」と話している[150]。
- 2019年1月13日、『ワイドナショー』でNGT48・山口真帆の暴行被害問題を取り上げた際、タレントの指原莉乃に「お得意のからだを使って何とかすれば」と発言した[151][152]。これに対して、ネット上で「常軌を逸したセクハラ」と批判が相次いだ[151][152]。指原は、Twitterで「松本さんが干されますように!!!」と投稿し、ネタに変えて炎上を鎮めた[153][154]。松本は「指原様〜」と感謝のツイートを投稿した[153][155]。お笑い芸人のたかまつななは、この出来事についてインタビューに、「芸能界ではセクハラに対する意識は甘い」「（指原は）同じ芸能界を生きる人として、ギリギリのところで発言した」「今は、笑いでかわすしかない…」と答えている[156]。
- 2019年2月24日、『ワイドナショー』で、準強制性交容疑の加害者男性を擁護する発言をしたり、スウェーデンで「明確な同意なしの性行為が違法」になったことを「冷める」などと否定し、　SNS上で非難の声が上がった[157][158]。2019年12月22日、伊藤詩織の性暴力裁判に関しては、「間違いないのは、彼女が“嫌だった”“納得してない”ってこと」「もし（山口敬之が）控訴して逆転で勝ったとしてもカッコよくない」とコメントした[159][160][161]。
- 2019年6月、『ワイドナショー』で川崎市登戸通り魔事件の容疑者に関して「不良品」という言葉を使い、「人間が生まれてくる中でどうしても不良品って何万個に1個、絶対これはしょうがない」「もうその人たち（＝不良品）同士でやりあってほしい」と発言した[162]。この発言には、ネットを中心に「優生思想そのもの」と批判が相次いだ[163][164]。松本は、2017年の座間9人殺害事件の容疑者に関しても、番組で「不良品」という言葉を使用している[165][166]。
- 2022年5月15日、『ワイドナショー』で急逝した上島竜兵について、「それだけが理由とは思わないですけど、BPO（放送倫理・番組向上機構）さんどうお考えですかね？[167][168]」と発言し、ネット上で賛否両論を呼んだ[169][170]。反応には、「自分が批判したいもののために上島の死を利用してる」という意見や、「自殺したら負け」発言との矛盾を指摘する声もあった[168]。松本は、2021年にBPOによる「痛みを伴うことを笑いの対象とするバラエティー」の審議入りを受けて、「僕はいいんですよ。僕は数年で辞めるので。でも、この後出て来る人たちのことを考えると、やっぱり選択肢は広い方がいいのかな」「前OKやったことが『やっぱりそれもダメ』みたいに後から言われることがあるから、これはどこまでいくのかなとは思いますね」と発言している[171][172][173]。
- 2023年10月、NHKの「性」をテーマとする番組『松本人志と世界LOVEジャーナル』に、松本や呂布カルマを起用することに対して、批判や不安の声が上がった[145]。過去の発言や著書で記した言葉「自分に娘ができて、そいつがいろんな男に輪姦（まわ）されようが、それはもうしゃあない、と思う。それは自分もやってきたことやから[174][175]」などを踏まえて、起用の見直しを求める意見が相次いだ[145][176]。放送中止を求める署名運動も行われ、2万筆を集めたが[174][176][177]、NHKは「総合的に判断」と回答した[145][178]。松本は番組について「広い意味で少子化対策にもつながる」とコメントした[174][179]。NHKの稲葉延雄会長は、2024年1月の定例記者会見で起用について問われ、「こういう事態（松本の「性加害疑惑」騒動）になることが当時予想できなかったのは事実」などと釈明した[178][180][181]。
- 2024年1月、松本人志の性加害疑惑報道に関して、「松本がCOVID-19ワクチンを否定したから消された」という陰謀論が出た[182]。松本は、以前に子どもに対するワクチン接種やオミクロン流行期の従来株ワクチン接種には否定的な見解を出していたが[183][184]、本人は少なくとも2回接種しており、「ワクチンは車で言うシートベルト。バイクで言うヘルメット」「母の日のプレゼントはワクチンが良い」などの肯定的な発言もしていた[185][186][187]。

## 評価
- 高須光聖は、藤井健太郎との対談で「松本人志とテレビをやり始めた時に0→1のものがどんどん出てくるから俺の中ではものすごい新鮮で、それをテレビで試せるっていうのがあるから『観た事ないなー、即やろう!』って事がずっと出来た。テレビの0→1をものすごく発明した芸人」と語っている[188]。
- 藤井健太郎は「結局、あの人（松本）が新しいルールを作って革命を起こして全部変えてしまった。そのルールの上で今はみんなが戦っていて。あの人のルールでみんなが戦っているから、ルールを知っている状態でスタートしてるから成長が早い。今、芸人さん達ってみんな面白いですけど、ある意味では、あの人が作ったルールの中での『面白い』でもあるから」と語っている[188]。
- ライターのラリー遠田は「お笑いの世界に『動きの笑い』と『言葉の笑い』の2つがあるとすれば、松本は間違いなく言葉の笑いのスペシャリストである。松本の登場によって『言葉の笑い』こそが高度な笑いであると考えられるようになり、お笑い界全体のレベルが上がった」と評している[189]。
- 社会学者の瀬沼文彰は、「松本の価値観がお笑いにヒエラルキーを生んだ」「視聴者たちは、『彼の笑いが理解できなければ、それは自分の笑いのセンスが低いのだ』という意識をもつようになった」と論じている[42]。
- 2023年5月、オリエンタルラジオの中田敦彦は、自身のYouTubeチャンネルで「松本さんに対して何も物が言えない空気ってすごいある」などと発言し、他の芸人から批判された[190][191]。中田は、2019年に吉本芸人の闇営業騒動があった際、松本がTwitterに「後輩芸人達は不安よな。松本 動きます。[192]」と投稿したことにも言及し、「動きますっていうか『岡本さんを動かします』になっている」「（吉本興業は）会長、松本さん、社長みたいになっている」と発言した[190][191]。
- 2023年6月、『まつもtoなかい』で、中居正広は「性の抑制を自分でコントロールできたら、もう1つ上のまっちゃんが現れると思う」と指摘した[193][194][195]。
- ライターの武田砂鉄は、「ナンシー関さんは生前、松本さんのことを高く評価されていた。それは、業界の仕組みに突っかかっていく一匹狼的なところへの評価だったはず」と語っている[196]。
- 原田隆之・筑波大学教授は、松本の発言がたびたび炎上する理由について「権力には擦り寄る一方で、弱者ばかりを上から目線で叩くことへの嫌悪感」「お笑いの世界で頂点を極め、誰も彼に意見を言ったり反対したりできなくなり、裸の王様になってしまったかのようである」と書いている[123]。
- コラムニストの小田嶋隆は、「ピラミッド構造のなかで、松本に笑いが上納されている」など、たびたび松本について批評していた[157][196][197][198]。2010年6月26日の『人志松本のすべらない話』では、出演者から「帰ろうとする女性に凍った鶏の塊肉を何度も投げつけた話」が披露され、松本をはじめ共演者が大爆笑した[199][200][201]。小田嶋はこの放送について、「お笑いブームが行き着いた到達点のひとつが、この日のこの武勇伝だった」「誰かを『笑いもの』にすることで生じる笑い。生身の人間があわてていたり、おびえていたり、悲鳴をあげている様子を観察して、それを笑いに転化する手続きを『芸』と呼ぶことでまわっている異様な世界」と評した[202]。
- 坂本龍一は、1990年代に自身がプロディースしたラップユニット「GEISHA GIRLS」で松本とコラボし、『ダウンタウンのごっつええ感じ』のコントに出演して共にサブカルチャーを盛り上げていたが[203][204]、2001年刊行の天童荒太との対談本『少年とアフリカ』で、日本人の心が殺伐したものに変わった理由の1つとして、「ダウンタウン理論」を挙げた[203][204]。坂本は、「ここ二、三年のダウンタウンの芸って、年下の芸人をいたぶってるだけで、一言で言うと、『どんくさいやつをいじめてなにが悪いの』ってことでしょ」「いまのいじめとか少年犯罪のパターンって、ほんとダウンタウンそのままじゃない？ 松本人志はあのすごい才能で、そういう社会を啓示したんだよ」と述べた[203][204]。
- 作曲家であり東京大学の教授でもある伊東乾は、1982年に「ザ・テレビ演芸」で松本と浜田が「家庭内暴力」という題目で、子供が親を馬鹿にしたり暴力を振るう漫才を披露した際、横山やすしから「悪質な笑い[177]」と酷評されたエピソードを挙げた[205][206]。そして、「1980 - 1990年代の日本社会において、そうした『強い者』が『弱い者』をいじめる芸風で視聴率を取っていったのがダウンタウンであり、彼らに組み敷かれる『いじられキャラ』としての後輩芸人たちという『いじめ芸ポルノ』の構図が成立した」と指摘した[205][207]。
- お笑い芸人・ライターで松本人志ウォッチャーでもあるXXCLUBの大島育宙は、松本人志が作りあげたお笑いの功罪や魅力を語りながらも、自身のYouTubeチャンネルでTwitterや『ワイドナショー』など、あまり向いてないこともどんどんやらされるようになり、勉強をするチャンスやモチベーションがまったく作られようがない状況があり、どんどん権力化、権威化していったと指摘し、「本人が徹底して不勉強を貫こうとしている」「“勉強しなくてもいい”という世界観を作ってしまった人でもある」と語った[208]。
- 太田光は2024年1月14日放送の「サンデー・ジャポン」にて、松本の活動休止について「玉座に座っていた王様が転げ落ちる物語」に例えた上で、松本がこれまでの自分の立場や態度を見直し、それを笑いに昇華できれば、その笑いこそが松本を救うだろうと語った[209][210]。

## 家族
3人兄弟の末っ子。祖父（松本昇次郎）（1896年 - 1971年6月8日、74歳没）は著書にも頻繁に名が出てくる。家族構成は父（松本譲一）（1933年 - 2014年8月18日、81歳没）、母（松本秋子）（1933年 - 、三重県津市出身）、兄（松本隆博）、姉（奈緒美）。『ワイドナショー』2014年8月31日放送にて、8月18日に実父が逝去したことを明らかにした。番組では家族の話をすることが多く、特に実母とはテレビで共演の機会も多い。2009年に元タレントの伊原凛と結婚、娘がいる。

## 出演
ダウンタウンとしての出演番組・作品はダウンタウンの出演項目を参照。

### テレビ
現在のレギュラー番組
- クレイジージャーニー（2015年 - 2019年、2022年10月17日 - 、TBS） - MC[注釈 5][216]
- 探偵!ナイトスクープ（2019年11月29日 - 、朝日放送テレビ） - 3代目局長[21]

スペシャル番組
- M-1グランプリ（2001年 - 2003年[217]、2005年 - 2010年、2016年 - 2023年[218]、朝日放送テレビ） - 審査員
- IPPONグランプリ（2009年 - 、フジテレビ） - チェアマン

過去のレギュラー番組
- 一人ごっつ（1996年10月 - 1997年3月、フジテレビ）
- 新・一人ごっつ（1997年10月 - 1998年3月、フジテレビ）
- 松ごっつ（1998年4月 - 9月、フジテレビ）
- わらいのじかん（1999年10月 - 2000年3月、テレビ朝日） - MC[注釈 6]
- わらいのじかん2（2000年4月 - 9月、テレビ朝日）
- 松本紳助→松紳（2000年10月 - 2006年3月、広島テレビ→日本テレビ）
- サイボーグ魂（2002年10月 - 2003年3月、TBS）
- 働くおっさん人形（2002年10月 - 2003年5月、フジテレビ）
- モーニングビッグ対談（2003年5月 - 9月、フジテレビ）
- 働くおっさん劇場（2006年10月 - 2007年3月、フジテレビ）
- 松本見聞録（2008年4月 - 2009年3月、TBS、月1回放送）
- 人志松本の○○な話（2009年4月 - 2012年3月、フジテレビ）
- 松本人志のコントMHK（2011年11月 - 2012年3月、NHK総合、月1回放送）
- おもしろ言葉ゲーム OMOJAN（2012年4月 - 9月、フジテレビ）
- ワイドナショー（2013年10月 - 2023年3月19日、フジテレビ） - レギュラーコメンテーター→隔週コメンテーター[注釈 7][219]
- 松本家の休日（2014年10月10日 - 2021年3月20日、朝日放送テレビ）
- 人志松本の酒のツマミになる話（2021年4月2日 - 2024年2月2日、フジテレビ） - MC[220]
- お茶とおっさん（2023年1月7日 - 6月3日、BSよしもと）[221]
- まつもtoなかい（2023年4月30日 - 2024年1月21日、フジテレビ） - MC[注釈 8][222]

過去のスペシャル番組
- 松本人志・中居正広VS日本テレビ（2002年9月26日・2003年4月12日、日本テレビ）
- 人志松本のすべらない話（2004年 - 2022年、フジテレビ）
  - 人志松本のゆるせない話（2008年2月25日・6月16日・9月26日・12月29日、フジテレビ）
- たけしとひとし（2010年12月10日、日本テレビ）
- IPPONプラス（2011年9月28日・2012年1月3日、フジテレビ）
- FNS27時間テレビ（フジテレビ）※ゲスト出演
  - FNS27時間テレビ 女子力全開2013 乙女の笑顔が明日をつくる!!（2013年8月4日）-「男と女にまつわるゆるせない話」に出演。
  - 武器はテレビ。SMAP×FNS 27時間テレビ（2014年7月26日）-「27時間ナショー」に出演。
  - FNS27時間テレビ 鬼笑い祭（2023年7月22日）-「チームDEファイト」に出演。
- 芸人ドキュメンタリー 下がり上がり（2015年 - 2017年、フジテレビ）
- 福岡人志、 松本×黒瀬アドリブドライブ（2015年 - 2019年、福岡放送/福岡ローカル）[223]
- えっ!松本今田東野が深夜にカバーネタ祭り（仮）（2016年1月4日、TBS）
- 鶴瓶&松本の怪人図鑑（2016年6月9日、TBS）
- 鶴瓶&松本&ウエンツの電話帳から消せない人（2017年3月31日、TBS）
- 好奇心クラブWOW（2017年10月2日・2018年9月30日、日本テレビ）
- 女芸人No.1決定戦 THE W（2017年・2018年、日本テレビ）- 高須光聖と共に副音声
- 松本・華大の福岡発掘バラエティー どげんですか?（2018年6月26日・7月3日、テレビ西日本/福岡ローカル）
- 審査員長・松本人志（2020年 - 2022年、TBS）- 審査員長[224]
- まっちゃんねる（2020年 - 2022年、フジテレビ）[225]
- まつもtoなかい〜マッチングな夜〜（2020年11月21日・2022年2月19日、フジテレビ）[226]
- FNSラフ&ミュージック〜歌と笑いの祭典〜（2021年8月28日・29日、フジテレビ）- キャプテン[227]
  - FNSラフ&ミュージック2022〜歌と笑いの祭典〜（2022年9月10日・11日、フジテレビ）- キャプテン[228]
- THE SECOND 〜漫才トーナメント〜（2023年5月20日、フジテレビ）- アンバサダー[229]
- 松本人志と世界LOVEジャーナル（2023年10月17日、NHK総合）[230]
- キングオブコントの会（2021年 - 2023年、TBS）[231]

### ドラマ
- 竜馬におまかせ!（1996年、日本テレビ） – 町娘 役 ※友情出演
- 伝説の教師（2000年、日本テレビ） – 主演・南波次郎 役 ※中居正広とW主演
- 明日があるさ（2001年、日本テレビ） – 謎の男 役
- のだめカンタービレ（2006年、フジテレビ） – 松本人志 役 ※ゲストとしてドラマ内のテレビ番組に出演
- 木下部長とボク（2010年、読売テレビ） – 何茂専務 役 ※友情出演

### ラジオ
- 放送室（2001年 - 2009年 JFNC）

### インターネット配信
- ザッサー（2006年）第2日本テレビで配信されるVODオリジナルコント、企画構成も担当。
- ピクミン3 Direct 2013.6.26（任天堂公式チャンネル、2013年6月26日）[232]
- HITOSHI MATSUMOTO presents ドキュメンタル（Amazonプライム・ビデオ、2016年 - ）
- HITOSHI MATSUMOTO presents ドキュメンタル Documentary of Documental（Amazonプライム・ビデオ、2017年11月15日（2回）・2020年9月4日（4回））
- 緊急特番 語るドキュメンタル＆新企画発表スペシャル（Amazonプライム・ビデオ、2018年）
- HITOSHI MATSUMOTO presents FREEZE（Amazonプライム・ビデオ、2018年9月19日 - 10月17日（5回）・2020年7月10日（5回））
- 庵野秀明＋松本人志 対談（Amazonプライム・ビデオ、2021年）

### CM
- 日本コカ・コーラ「ジョージア ZOTTO」（1996年）
- ツーカー（2003年 - 2008年）※後期はポスターのみの出演。
- サントリー 「スーパーブルー」（2004年 - 2005年）
- THE HIGH-LOWS「FLASH BEST」（2006年）
- GMOクリック証券 （2009年）
- 江崎グリコ「クラッツ」（2009年）※映画「しんぼる」の宣伝を兼ねての出演。
- 大日本除虫菊「キンチョール」（2011年 - 2012年）
- 日本郵便 ゆうパック「バカまじめな男 シリーズ」（2014年 - 2016年）
- リクルート
  - 「タウンワーク」（2015年 - 2019年）
  - 「Airワーク」（2021年12月 - 2023年3月）[233][234]
- 東洋水産「MARUCHAN QTTA」（2017年 - 2020年）
- フォリオ「FOLIO」（2018年 - 2019年）
- アマゾンジャパン「Amazonプライム・ビデオ」（2019年 - 2021年）
  - 「みんなのAmazon Prime Video」編（2019年12月20日 - ）[235]
  - 「2020 夏休み みんなのAPV」篇（2020年8月 - ）[236]
- ソフトバンク「勝手にHERO’S」「学割HERO’S」「無制限HERO’S」（2020年 - 2021年6月）
- アサヒビール「ビアリー」 （2021年11月10日 - 2022年）[237]
- bitFlyer（2021年 - 2022年）「ビットさん」「フライヤーさん」役

## 演じた俳優
- 江守徹（フジテレビ『ごっつええ感じ ダウンタウン青春プレイバック』1996年）
- 趙珉和（舞台『吉本百年物語 アンチ吉本・お笑いレボリューション』2013年）

## 受賞・ノミネート歴

### 芸能
- 2000年
  - 第25回ザテレビジョンドラマアカデミー賞（『伝説の教師』）[238]
    - ベストドレッサー賞
    - ザテレビジョン特別賞（中居正広とのフリートーク）
- 2008年
  - 第8回ビートたけしのエンターテインメント賞話題賞
- 2015年
  - 第18回みうらじゅん賞[239]
- 2019年
  - 第3回＃Twitterトレンド大賞最もいいね！がついたツイート（『後輩芸人達は不安よな。松本 動きます。』）

### 映画
| 年度   | 映画賞/映画祭              | 作品     | 部門           | 結果       |
| ------ | -------------------------- | -------- | -------------- | ---------- |
| 2007年 | カンヌ国際映画祭           | 大日本人 | カメラ・ドール | ノミネート |
| 2010年 | アジア・フィルム・アワード | しんぼる | 主演男優賞     | ノミネート |

## 作品

### アニメ
- きょうふのキョーちゃん　※フジテレビ系の番組『ダウンタウンのごっつええ感じ』内で放送された松本原作によるアニメ作品。全7回、未商品化。オープニングテーマは篠原涼子が歌、浜田がツッコミを担当。

### ショート・ムービー
- サスケ（2001年）※日本テレビ系のバラエティ番組『進ぬ!電波少年』の企画で制作された。未商品化。

### ビデオ
- ダウンタウン松本人志の流 頭頭（とうず）（1993年7月9日）※オリジナルビデオ作品。松本が企画・構成・主演を担当
- 寸止め海峡（仮題）（1995年1月20日）※同名の松本人志1万円ライブを収録したビデオ。客の反応が一番良かった『写真で一言』のコーナーは、「入場料を払って観た客だけの特典」として意図的にカットされている[注釈 9]。
- 松本人志のひとりごっつ 其ノ一〜其ノ十（1997年 - 1998年）
- HITOSI MATUMOTO VISUALBUM Vol.りんご「約束」（1998年6月20日）
- HITOSI MATUMOTO VISUALBUM Vol.バナナ「親切」（1998年9月19日）
- HITOSI MATUMOTO VISUALBUM Vol.ぶどう「安心」（1999年1月15日）

### DVD
- 松本人志自選集「スーパー一人ごっつ」Vol.1〜5（2002年 - 2003年）
- HITOSI MATUMOTO VISUALBUM 「完成」（2003年3月26日）
- 働くおっさん人形（2003年8月6日）
- 働くおっさん劇場（2007年7月14日）
- 人志松本のすべらない話
- HITOSHI MATSUMOTO Presents ドキュメンタル

### 音楽
- 作詞家としてのデビュー作は夢で逢えたらで作られた「A・MA・CHAでカッポレ」。
- 1993年に番組の企画で作詞し、所ジョージが作曲したバラード・「ラブハンター」を唄・浜田。
- 坂本龍一・テイトウワのプロデュースで浜田と「GEISHA GIRLS （KEN&SHO）」として、1994〜1995年にCDリリース。
- 浜田が『H Jungle with t』として「第46回NHK紅白歌合戦」に出演した際、松本がGEISHA GIRLSに扮して現れ紅白初出場を果たす。『WOW WAR TONIGHT』の間奏部分にも参加している。
- 1997年、「エキセントリック少年ボウイオールスターズ」で作詞を担当。
- 1998年、「日影の忍者勝彦オールスターズ」で作詞を担当。
- 2001年、「Re:Japan」の一員として、『明日があるさ』をCDリリース。
- 2003年、広島テレビ「松本紳助」番組内でFIRSTKLASとコラボ。島田紳助にCDデビューさせる予定だったが、紳助本人が断固拒否したため実現しなかった。
- 2004年11月17日、『チキンライス』（浜田雅功と槇原敬之）で作詞を担当。

### 食玩
- 松本人志 世界の珍獣（2003年）

### スマートフォンアプリ
- 松本人志の眠くなるアプリ（2014年）
- 松本人志の俺の覚えたい外国語100〜英語編〜（2015年）[240]
- 松本人志が教える大胸筋上部の鍛え方

### 映画
- 明日があるさ THE MOVIE（2002年） – 耳鼻科の先生 役
- 大日本人（2007年） – 主演・大佐藤大 / 6代目大日本人 役 ※監督、脚本兼任
- しんぼる（2009年） – 主演・男 役 ※監督、脚本兼任
- さや侍（2011年） – 監督、脚本兼任
- R100（2013年） – 総務課の警察官 役 ※監督、脚本兼任

### 舞台
- 寸止め海峡（仮題）（1994年） - 入場料1万円の「演者が客を選ぶ」ライブ。
- 松風'95 （1995年） - スライド写真にコメントを付ける形式の単独ライブ。入場料は観客の評価に委ね、公演終了後に出口で払ってもらう「料金後払い制」を採用した。

### 劇場アニメ
- バイオレンス・ボイジャー（2019年） - ナレーション[241]

### イラスト
- THE HIGH-LOWS：シングル「千年メダル」「真夜中レーザーガン」、アルバム「ロブスター」のジャケットイラスト

## 書籍

### 著書

#### 単著
- 『遺書』朝日新聞社、1994年10月。ISBN 9784022568090。
- 『松本』朝日新聞社、1995年10月。ISBN 9784022568984。
- 『松風'95 Hitoshi Matsumoto 4D-EXPO』朝日出版社、1996年6月。ISBN 9784255960098。
- 『「松本」の「遺書」』朝日新聞社〈朝日文庫〉、1997年8月。ISBN 9784022611918。
  - 『遺書』と『松本』を合本文庫化したもの
- 『松本人志 愛』朝日新聞社、1998年10月。ISBN 9784022573001。
  - 『松本人志 愛』朝日新聞社〈朝日文庫〉、2000年12月。ISBN 9784022642516。
- 『松本坊主』ロッキング・オン、1999年1月。ISBN 9784947599629。
  - 『松本坊主』幻冬舎〈幻冬舎よしもと文庫〉、2009年5月。ISBN 9784344413061。
- 『伝説の教師』ワニブックス、2000年7月。ISBN 9784847013508。
- 『図鑑』朝日新聞社、2000年12月。ISBN 9784022575500。
- 『シネマ坊主』日経BP社、2002年2月。ISBN 9784822217334。
  - 『シネマ坊主』幻冬舎〈幻冬舎よしもと文庫〉、2002年2月。ISBN 9784344412774。
- 『松本裁判』ロッキング・オン、2002年3月。ISBN 9784860520021。
- 『プレイ坊主 松本人志の人生相談』集英社、2002年12月。ISBN 9784087803648。
- 『定本「一人ごっつ」』ロッキング・オン、2003年9月。ISBN 9784860520243。
- 『好きか、嫌いか 松本人志の二元論』集英社、2004年10月。ISBN 9784087804010。
- 『シネマ坊主』 2巻、日経BP社、2005年6月。ISBN 9784822217440。
- 『好きか、嫌いか』 2（松本人志の最終審判）、集英社、2005年10月。ISBN 9784087804225。
- 『松本人志のちょっとした言葉カレンダー2008』ワニブックス、2007年11月。ISBN 9784847017469。
- 『シネマ坊主』 3巻、日経BP社、2008年6月。ISBN 9784822263218。
- 『松本人志の怒り』 赤版、集英社、2008年8月。ISBN 9784087805031。
- 『松本人志の怒り』 青版、集英社、2008年8月。ISBN 9784087805048。

#### 共著
- 松本人志、島田紳助『松本紳助』ワニブックス、2002年1月。ISBN 9784847014154。
  - 松本人志、島田紳助『松本紳助』幻冬舎〈幻冬舎よしもと文庫〉、2009年3月。ISBN 9784344412743。
- 島田紳助、松本人志『哲学』幻冬舎、2002年3月。ISBN 9784344001664。
  - 島田紳助、松本人志『哲学』幻冬舎〈幻冬舎文庫〉、2003年3月。ISBN 9784344403321。
  - 島田紳助、松本人志『哲学』幻冬舎〈幻冬舎よしもと文庫〉、2009年3月。ISBN 9784344412736。
- 松本人志、島田紳助『裏松本紳助』ワニブックス、2002年11月。ISBN 9784847014734。
  - 松本人志、島田紳助『裏松本紳助』幻冬舎〈幻冬舎よしもと文庫〉、2011年3月。ISBN 9784344416406。
- 松本人志、高須光聖『放送室』Tokyo FM出版、2003年7月。ISBN 9784887450837。
  - 松本人志、高須光聖『放送室』幻冬舎〈幻冬舎よしもと文庫〉、2009年11月。ISBN 9784344413931。
- 松本人志、島田紳助『松紳』ワニブックス、2004年7月。ISBN 9784847015595。
- 松本人志、高須光聖『放送室』 その2、Tokyo FM出版、2005年3月。ISBN 9784887451193。
  - 松本人志、高須光聖『放送室』 その2、幻冬舎〈幻冬舎よしもと文庫〉、2012年1月。ISBN 9784344417984。
- 松本人志、高須光聖『放送室』 その3、Tokyo FM出版、2006年4月。ISBN 9784887451582。

#### 監修
- 『放送室の裏』松本人志・高須光聖監修、ワニブックス、2003年8月。ISBN 9784847015151。
- 『火星人の殺し方』松本人志監修、文藝春秋、2018年8月。ISBN 9784163908830。

### 関連書籍
- 天才人物を評価する会『怪人・松本人志の謎 大分析 大評論』本の森出版センター〈C-books〉、1995年10月。ISBN 9784876932610。
  - 天才人物を評価する会『怪人・松本人志のホンマごっつ』（増訂版）コスミックインターナショナル〈Cosmo bunko〉、1998年1月。ISBN 9784885328503。
- ダウンタウン探険隊 編『松ちゃんがゆく 松本人志伝説』鹿砦社、1995年10月。ISBN 9784846300999。
- 日本ダウンタウン調査団『書かれなかった松本 松本人志の処世術に学ぶ』辰巳出版、1996年1月。ISBN 9784886411198。
- 阿部嘉昭『松本人志ショー』河出書房新社、1999年3月。ISBN 9784309263717。
- 吹上流一郎『松本人志 尼崎青春物語』コアハウス、2003年11月。ISBN 9784898091395。
- 松本隆博『松本の兄』秋田書店、2007年8月。ISBN 9784253102551。
- アートブック『松本人志の「すべらない」検定』シーエイチシー、2007年8月。ISBN 9784860972400。
- 遠田誠『松本人志はなぜ人に媚びず自信満々に成功し続けるのか』竹花虎三構成、あっぷる出版社、2009年7月。ISBN 9784871772969。
- 『松本人志 仕事の流儀』NHK「プロフェッショナル」制作班監修、ヨシモトブックス、2011年7月。ISBN 9784781680002。
- 杉田俊介『人志とたけし 芸能にとって「笑い」とはなにか』晶文社、2020年12月。ISBN 9784794972460。

### 連載
- オフオフ・ダウンタウン（週刊朝日、朝日新聞社）1993年7月16日号 - 1995年7月14日号
  - のちに『遺書』・『松本』とタイトルをつけて単行本化。
- 松本人志のシネマ坊主（日経エンタテインメント!、日経BP）1999年6月号 - 2008年6月号
  - 『シネマ坊主』として3冊の単行本が出版されている。
- 松本人志のプレイ坊主（週刊プレイボーイ、集英社）2000年7月18日号 -
  - 『プレイ坊主』・『松本人志の怒り』はこの連載からの単行本。

### 特集・対談など
- 松本人志 + ナンシー関（CREA、文藝春秋）1994年5月号
- 天才なのかバカなのか?（別冊新潮45、新潮社）1998年2月号
  - ビートたけしとの対談。のち『頂上対談』（新潮文庫、2004年。ISBN 9784101225289）に収載。
- 初監督映画「大日本人」を撮り終えて（AERA 2007年4月30日-5月7日合併号、朝日新聞社）2007年4月23日発売[242]
- 松本人志は悲しい（CUT、ロッキング・オン）2007年6月号
- 「大日本人」ラウンドインタビュー全公開（広告批評 No.315、マドラ出版）2007年6月号[243]
- 総力特集 松本人志（クイック・ジャパン vol.72、太田出版）2007年6月11日発売[244]
- 大松本論（BRUTUS、マガジンハウス）2007年6月12日号
  - 茂木健一郎との対談など。
- 松本人志の大人間論〜究極の笑いを求め続けて〜（プレミアム10）2007年6月
- 松本人志が描く、日本人の真実とは!?（GQ JAPAN、コンデナスト・ジャパン）2007年7月号
- 松本人志、何と戦う!（CUT、ロッキング・オン）2008年6月号
- プロフェッショナル 仕事の流儀 松本人志スペシャル（NHK総合）2010年10月16日放送[245]
- 松本人志 大文化祭（NHK BSプレミアム）2011年11月5日放送[246][247][248][249][250][251]
  - 宮本茂との対談など。
- 松本人志×村尾信尚（NEWS ZERO内、日本テレビ）2013年
- 監督松本人志カナダへ行く（フジテレビ「フジバラナイト」）2013年10月21日
- 特集・松本人志と共謀罪（週刊金曜日第1145号）2017年7月21日発売[252]